# Emile-Jean-François Thiénard
Emile-Jean-François Thiénard (* 14. April 1873 in Ravel, Département Puy-de-Dôme; † 26. Oktober 1945) war ein französischer Geistlicher und römisch-katholischer Bischof von Constantine-Hippone.

## Leben
Emile-Jean-François Thiénard empfing am 3. November 1895 das Sakrament der Priesterweihe.
Am 24. März 1924 wurde er zum Bischof von Constantine-Hippone ernannt. Die Bischofsweihe spendete ihm am 1. Mai desselben Jahres der Erzbischof von Algier, Auguste-Fernand Leynaud; Mitkonsekratoren waren der Bischof von Oran, Léon Durand, und der Apostolische Vikar von Rabat, Bischof Victor-Valentin Dreyer OFM.
Bischof Thiénard blieb bis zu seinem Tod am 26. Oktober 1945 als Bischof im Amt.